# Даниел Васев
Даниел Димитров Васев е български футболист, играещ за Локомотив (София)